# Apache Cocoon
Apache Cocoon (zwany również Cocoon) – system umożliwiający publikacje danych w sieci.
Cocoon należy do oprogramowania typu Open Source rozpowszechnianym na licencji Apache License 2.0. Dzięki zastosowaniu platformy Java działa na każdym systemie operacyjnym na którym zainstalowana jest maszyna wirtualna Java.